# Armada Prusiana
La marina de guerra de Prusia (en alemán: Preußische Marine) fue la fuerza naval del Reino de Prusia. Fue creada a partir de la antigua Armada de Brandeburgo, a raíz de la elevación del duque de Prusia a rey en Prusia en 1701. En ese momento, Brandeburgo y Prusia formaron un doble estado gobernado en la unión personal de la Casa de Hohenzollern. La marina de guerra de Prusia existió, sin ningún tipo de interrupción, hasta la fundación de la Confederación del Norte de Alemania en 1867, momento en el cual la Marina de Prusia fue absorbida por la Norddeutsche Bundesmarine (Armada de la Confederación Alemana del Norte).
A lo largo de los siglos, Prusia concentró su poder militar en tierra y nunca buscó un poder similar en el mar. Sin embargo, históricamente, siempre hubo fuerzas navales de Prusia, desde los días en que "Prusia" significaba sólo el margraviato de Brandeburgo.

## Historia

### Armada de Brandeburgo

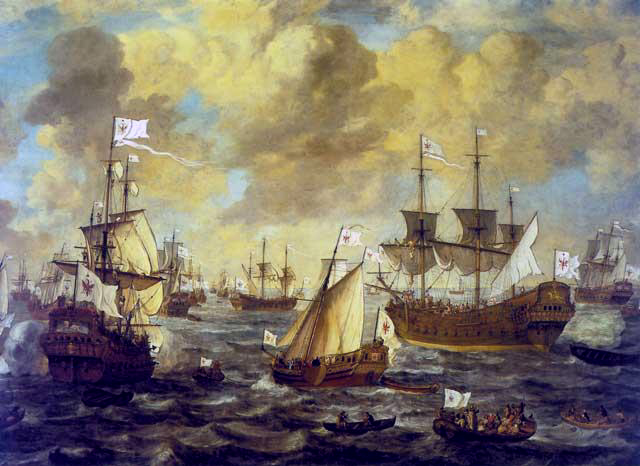
Marina de Brandeburgo.

El electorado de Brandeburgo, el predecesor del Reino de Prusia, poseía sus propias fuerzas navales desde el siglo XVI en adelante. Empezando alrededor del año 1657, en virtud del elector Federico Guillermo (el "gran elector"), se desarrolla una fuerza naval ofensiva. El elector designó la navegación y el comercio como las empresas más nobles de un estado, y se esforzó con energía en desarrollar colonias en el extranjero. Los descendientes de Federico Guillermo tenían, sin embargo, poco interés en este tipo de aventuras en el exterior y en el desarrollo de su propio poder naval. Su hijo Federico I, desde 1701 rey en Prusia, se alegró de vender las posesiones coloniales a Holanda. En el momento de la elevación de Brandeburgo a Reino, el declive de la Armada de Brandeburgo ya había comenzado; su final llegó por fin con la venta de las colonias.

### ElsigloXVIII

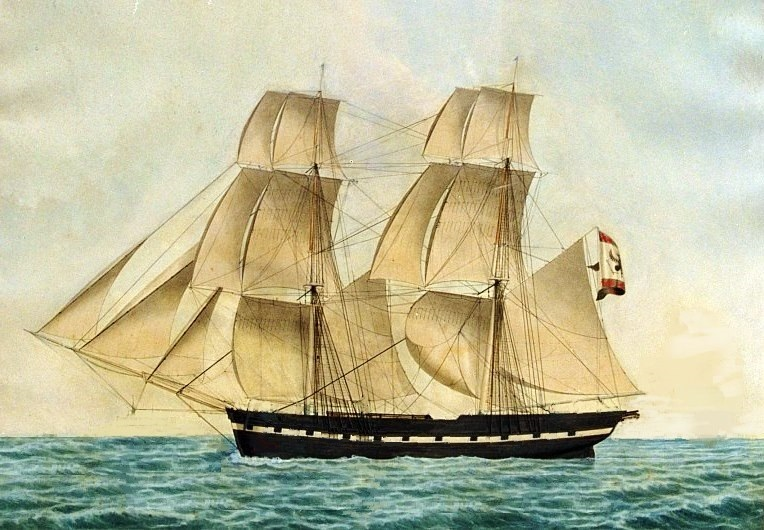
Bergantín con la bandera de Prusia, 1756.

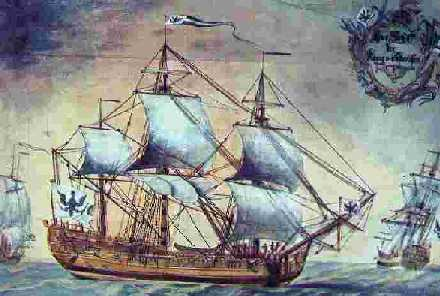
La fragata König von Preußen, 1750.

Los reyes de Prusia del siglo XVIII tenían poco interés en mantener su propia marina de guerra. Debido a la posición continental del estado y la falta de fronteras naturales fácilmente defendibles, Prusia tuvo que concentrar sus preparativos militares en el ejército. Además de esto, el reino era capaz de confiar en sus múltiples conexiones amistosas con las potencias navales vecinas de Dinamarca y los Países Bajos.
Federico II ( "el Grande") consideró que Prusia nunca debería tratar de desarrollar su propia flota de guerra. El reino no podía esperar igualar las grandes flotas de Gran Bretaña, Francia, la República Holandesa, España, Suecia, Dinamarca y Rusia; con sus pocas naves, los prusianos siempre permanecerían detrás de esas grandes naciones marítimas. Creía que las batallas navales sólo raramente deciden un conflicto y prefiere tener el mejor ejército de Europa en lugar de la peor flota entre las potencias navales.
Prusia, sin embargo, va construyendo una pequeña fuerza naval de 13 buques de guerra improvisados durante la guerra de los siete años. Esta flota embrionaria perdió la batalla de Frisches Haff en septiembre de 1759 ante una fuerza naval sueca. Los prusianos perdieron todos los buques y, como consecuencia, los suecos ocuparon Usedom y Wolin. Sin embargo, los barcos fueron reemplazados ya en 1760, y la nueva flotilla sirvió hasta el final de la guerra en 1763.
A pesar de ello, el monarca prusiano quiso tomar parte en el comercio marítimo internacional y, por tanto, fundó varias empresas comerciales (con mayor o menor éxito). Uno de estas, fundada en 1772 como la Societé de Commerce maritime, existe hoy en día como una fundación llamada Preußische Seehandlung (aproximadamente traducido como "Empresa Marítima Prusiana").
Un plan naval de 1796, que formaba parte de un memorando del Mayor General Ernst von Rüchel, que trataba sobre la defensa costera de Prusia, no llegó a buen término.

### ElsigloXIX

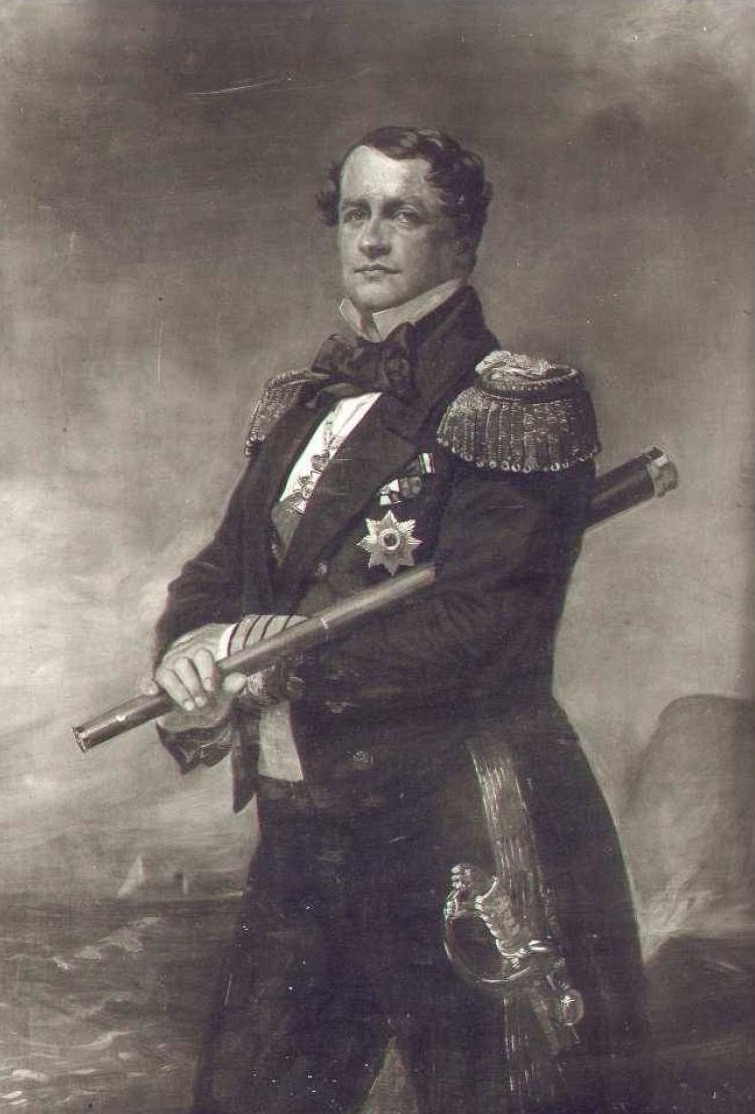
Príncipe Adalberto de Prusia (1811-1871).

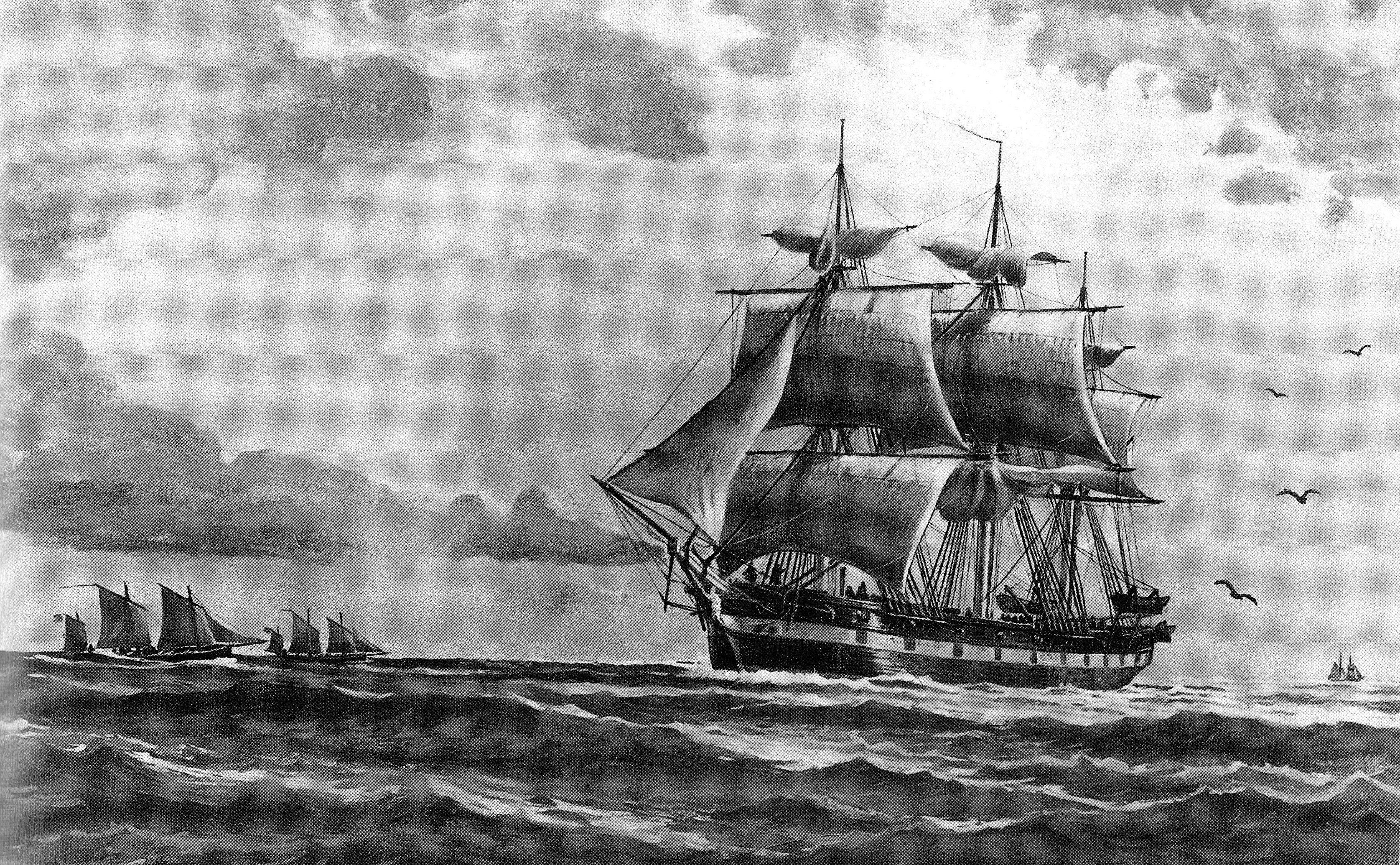
SMS Mercur

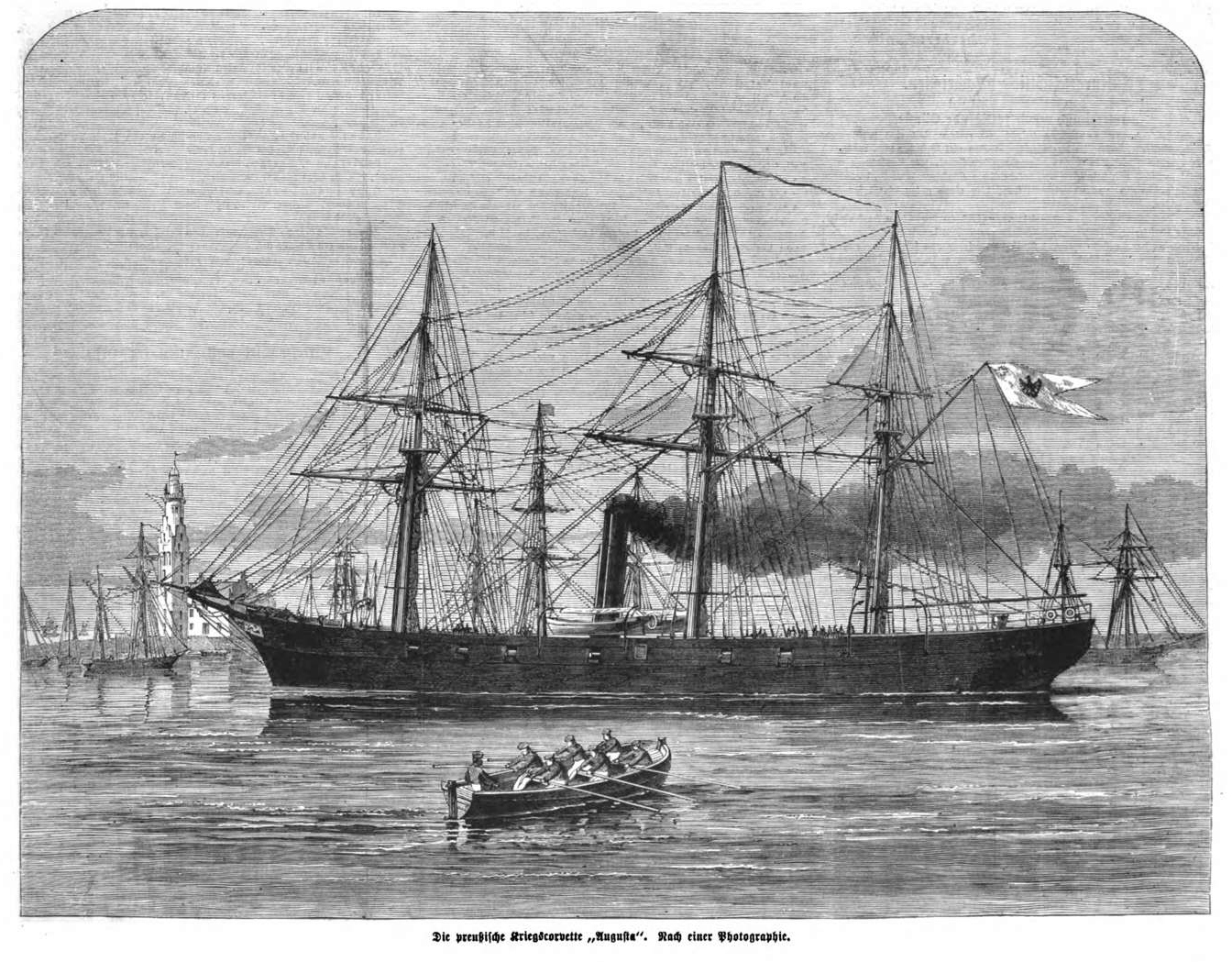
Corbeta SMS Augusta

Durante la guerra contra Francia  a principios de 1806 se establecieron pequeñas fuerzas navales en Stettin en Danzig y Prusia Oriental, pero después de la Paz de Tilsit se disolvieron en 1807.

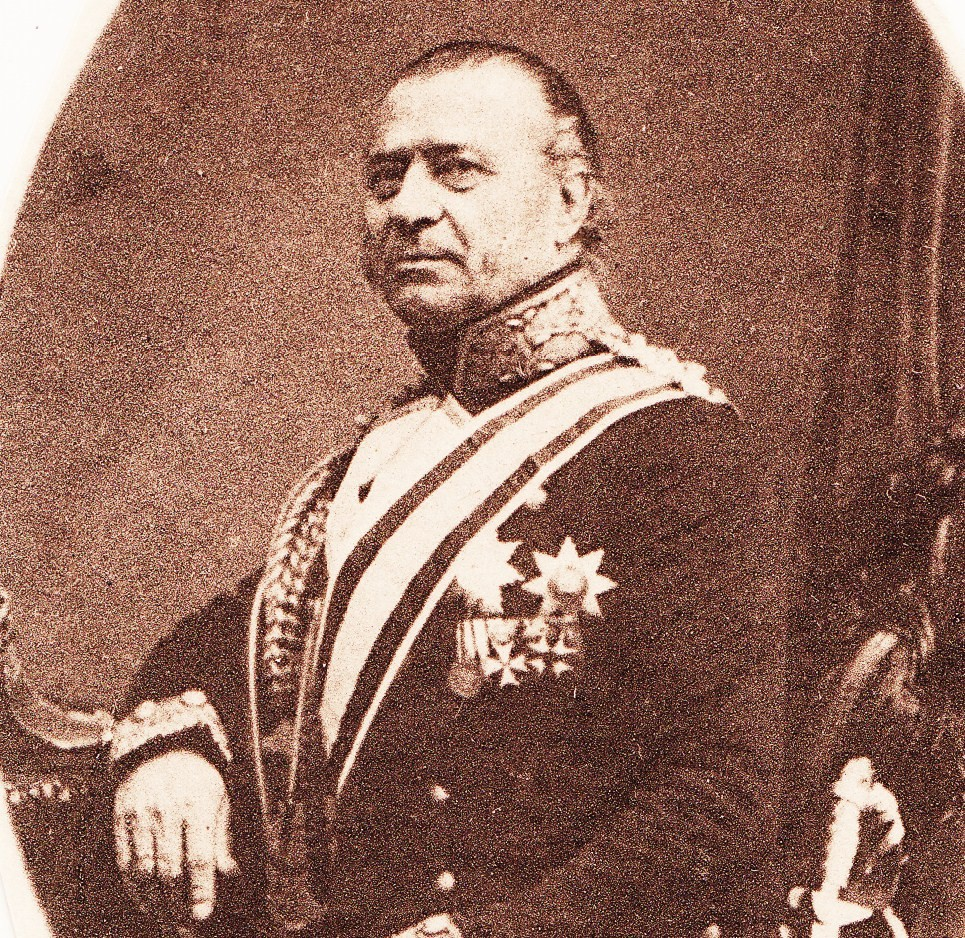
Jan Schroder, oficial naval holandés al servicio de Prusia, llegó a ser ministro de marina.

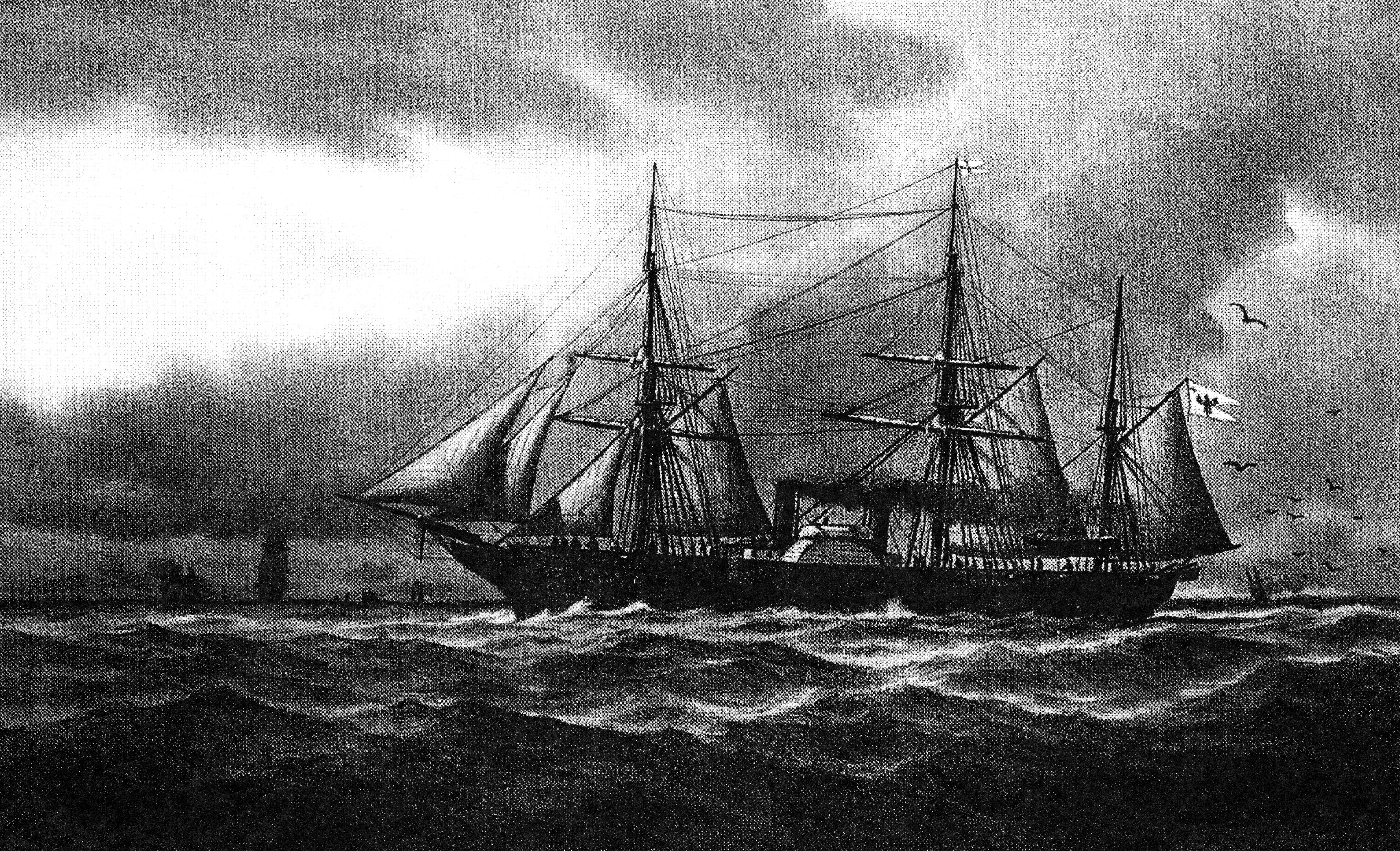
SMS Danzig

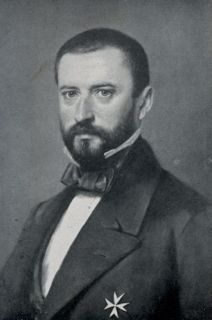
Friedrich zu Eulenburg, comandante de la expedición a Asia.

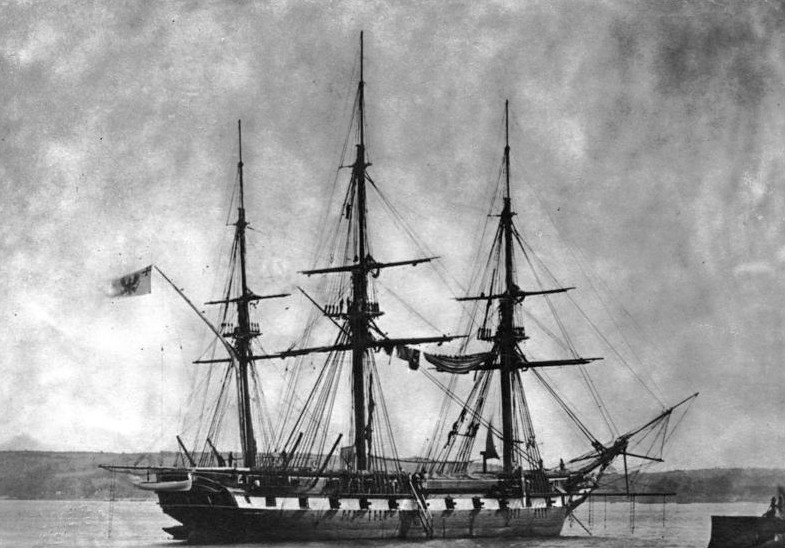
SMS Thetis, 1867.

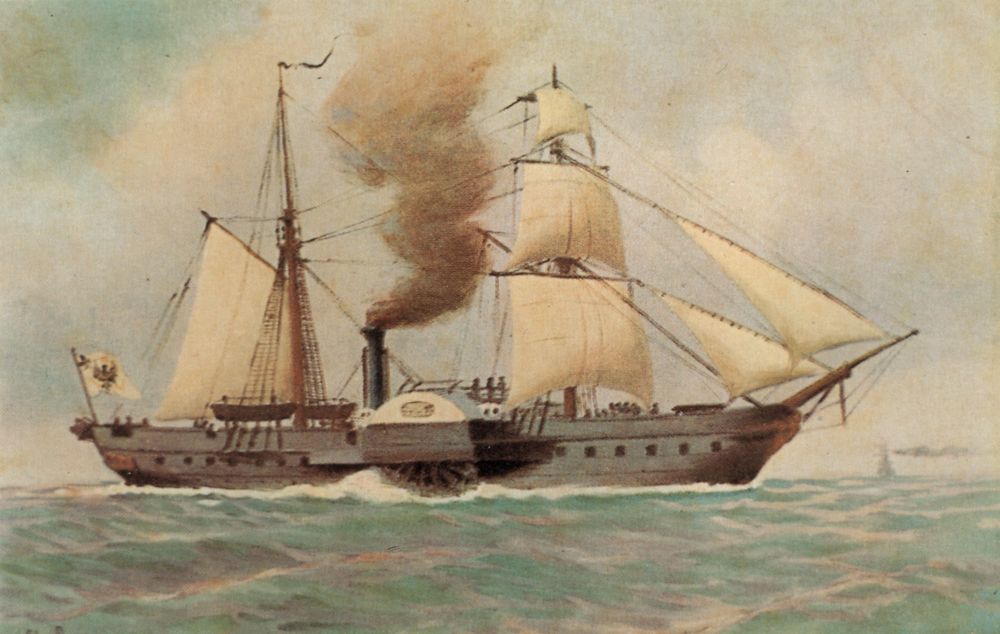
SMS Barbarossa

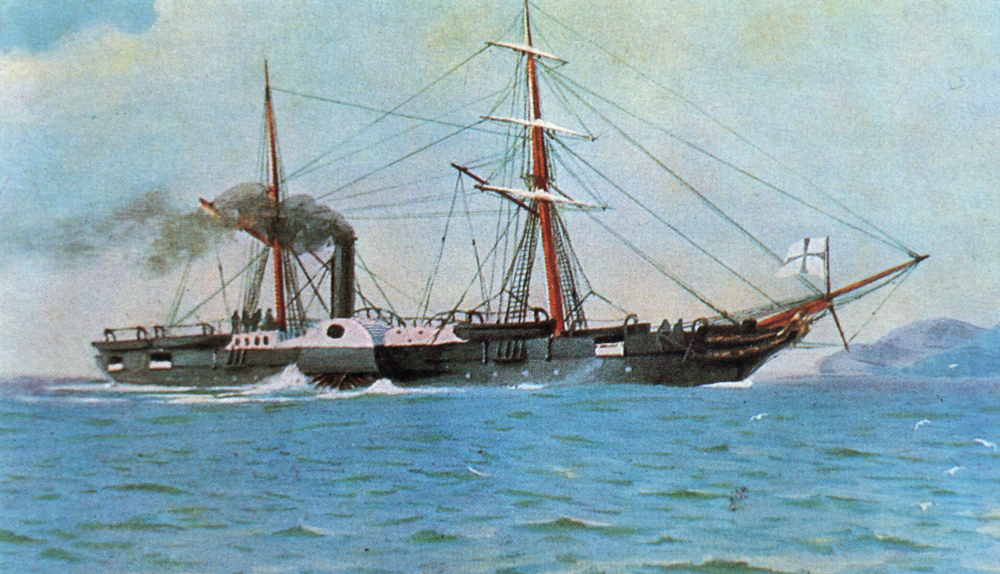
SMS Preußischer Adler

En 1816 durante el reinado de Federico Guillermo III se creó la bandera de guerra, que mostraba un águila negra sobre un fondo blanco y una cruz de hierro en la esquina superior.
El entrenamiento de oficiales para la Armada Prusiana comenzó con la fundación de la Navigationsschulen en Danzig en 1817, aunque hubo otras escuelas similares en la primera mitad del siglo XIX en Memel, Königsberg, Stettin y Stralsund. Bajo la dirección del rey Federico Guillermo III y el ministro de Finanzas Hans von Bülow, el 20 de junio de 1817 el gabinete prusiano ordenó la creación de una escuela de navegación para la construcción y capacitación de oficiales navales. La primera escuela prusiana de este tipo comenzó en Danzig (hoy Gdansk en Polonia) en la Iglesia de San Jacobo, donde se construyó una torre como observatorio.
Después del final de las guerras napoleónicas, Prusia lentamente comenzó a construir su propia flota pequeña para la defensa costera. Otra vez, más valor se colocó en el desarrollo de una flota mercante que en una marina de guerra. Respecto a esto, la Empresa Marítima Prusiana jugó un papel significativo. Sus barcos estaban armados para protegerse contra los piratas y ondeaban la insignia de guerra de Prusia. Esta flota de protección existió hasta alrededor de 1850.
Uno de los primeros en trabajar por el desarrollo de una marina de guerra de Prusia fue el príncipe Adalbert de Prusia. Había hecho una serie de viajes al extranjero y reconoció el valor de una flota para apoyar los intereses comerciales y para proteger la propia navegación. Durante la etapa revolucionaria de 1848-1852, a instancias de la Asamblea Nacional de Fráncfort, al príncipe se le dio la responsabilidad de restablecer una flota Imperial (Reichsflotte); una misión que el parlamento revolucionario había llevado a cabo en cara a la guerra con Dinamarca.
La Confederación Alemana no poseía prácticamente ninguna flota propia, pero se basó en las potencias aliadas de Gran Bretaña, los Países Bajos y Dinamarca. Durante la primera guerra de Schleswig de 1848-1851, el fracaso de esta estrategia se hizo evidente porque Gran Bretaña y los Países Bajos se mantuvieron neutrales y Dinamarca se convirtió en el enemigo. A los pocos días, la armada danesa detuvo todo el comercio marítimo alemán en los mares del Norte y Báltico. La marina de guerra de Austria, el aliado de Prusia, yacía en el Mediterráneo y solo fue capaz de intervenir después de un tiempo en la guerra.
Tras el fracaso de las revoluciones de 1848, Adalbert pudo reanudar sus planes para el establecimiento de una marina de guerra prusiana. Empezó con la construcción de buques de guerra y la educación y formación naval. A partir de mediados de la década de 1850, se podía encontrar corbetas y fragatas prusianas en todos los mares del mundo.
Además del príncipe Adalbert, otras figuras importantes de este período temprano fueron los oficiales de la Marina de Prusia, Karl Rudolf Brommy y Ludwig von Henk quien finalmente se convirtió en un almirante de la Marina Imperial Alemana.
El primer viaje al extranjero de un buque de guerra prusiano se llevó a cabo entre 1850/51 por el buque de entrenamiento SMS Mercur, que visitó los puertos brasileños de Bahía y Río de Janeiro desde finales de enero hasta marzo de 1851. Una visita planeada a Ciudad del Cabo fue cancelada debido a las malas condiciones del viento.
El primer buque de guerra de vapor de la armada que se construyó en astilleros prusianos fue el SMS Danzig en 1851.
En 1852/53 el comodoro Jan Schröder dirigió la primera expedición prusiana en el extranjero. El viaje se realizó alrededor de África Occidental (Liberia) luego Brasil, Uruguay, Venezuela, Colombia, Jamaica y Cuba, hasta Norfolk en los Estados Unidos, donde Schröder visitó al presidente de los Estados Unidos en Washington D. C.
Al mismo tiempo, la primera base naval se estableció en el Mar del Norte. En el Tratado de Jade (Jade-Vertrag) de 1853, el Gran Ducado de Oldenburg cedía a Prusia el denominado Distrito de Jade. Aquí, en los años siguientes, surgió el gran puerto naval que recibió el nombre de Wilhelmshaven en 1869.
La segunda gran operación en el extranjero de la Marina se llevó a cabo en 1859 en aguas del este de Asia. Liderada por Friedrich Albrecht zu Eulenburg fue llamada Expedición Eulenburg (expedición prusiana a Asia oriental). Tuvo éxito porque el 2 de septiembre de 1861 logró concluir un acuerdo comercial con China, que correspondía al de las grandes potencias como Gran Bretaña y Francia. 
Para fortalecer la defensa costera, ocho cañoneras grandes de la clase Camaeleon y 15 cañoneras más pequeñas de la clase Jäger fueron adquiridas a partir de 1860.

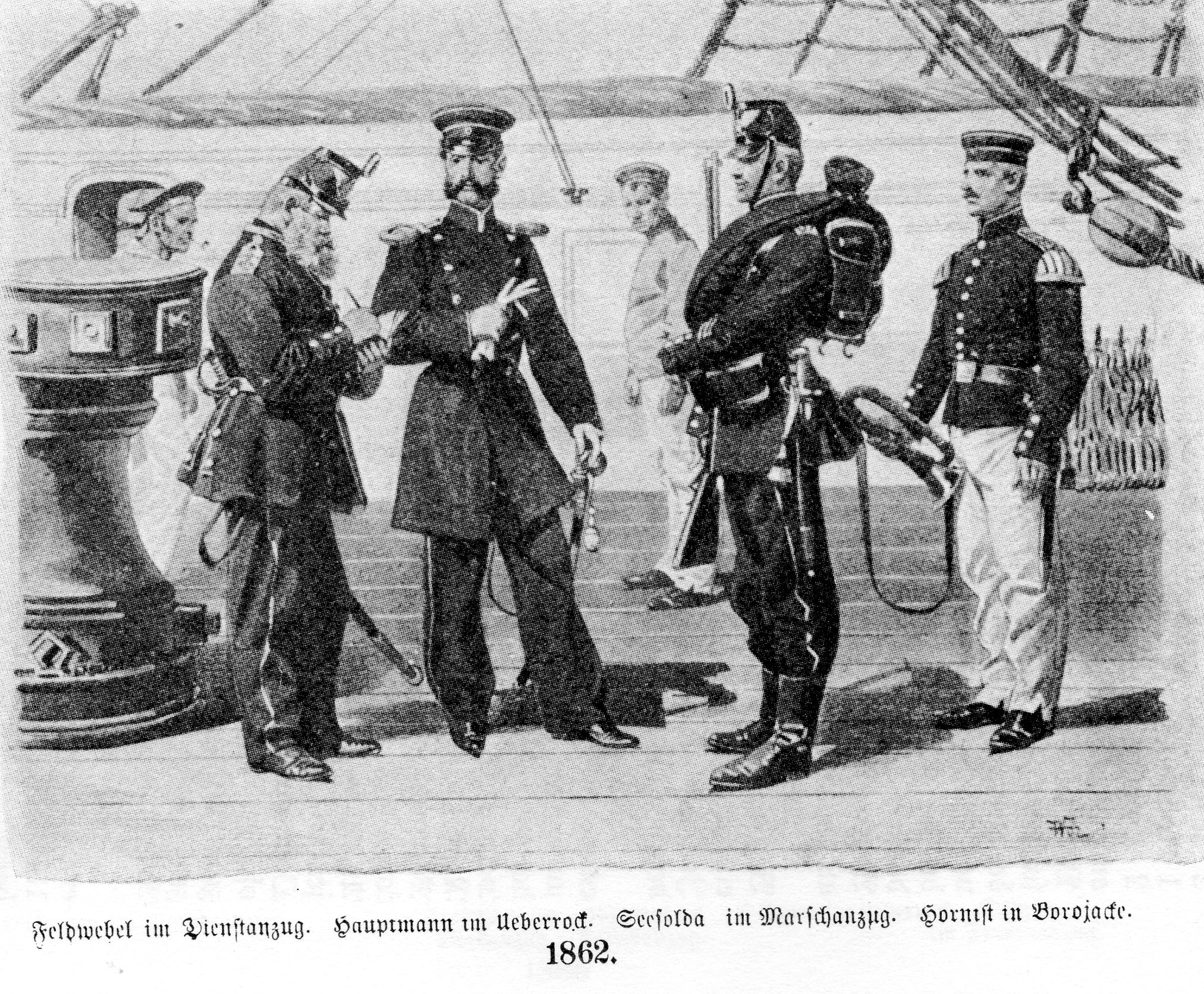
Infantería de marina prusiana 1862.

En 1864 estalló la guerra de los ducados derivada de los problemas no resueltos con Dinamarca. La flota danesa era significativamente superior en número, tamaño y potencia de combate de sus barcos. En Prusia los buques destinados a viajar al extranjero fueron retenidos y se tomaron nuevas medidas para movilizar a la armada prusiana. 
Después del comienzo de la guerra (1 de febrero de 1864) la formación de hielo en el Mar Báltico, impidió inicialmente cualquier operación naval. Dinamarca declaró el 15 de marzo de 1864 el bloqueo de los puertos prusianos. Después de la caída del hielo, el 17 de marzo tuvo lugar una batalla naval cerca de Jasmund, cuando las fuerzas prusianas trataron de romper el bloqueo danés. La batalla terminó con una victoria táctica danesa, por lo cual el bloqueo se mantuvo.
El 9 de mayo de 1864, se produjo en el Mar del Norte batalla naval de Helgoland en el lado alemán se encontraban las escuadras de Austria y Prusia. La escuadra austriaca estaba al mando de Wilhelm von Tegetthoff, apoyada por una pequeña escuadra de prusiana bajo el comandante Gustav Klatt. Aunque Dinamarca reclamó una victoria táctica en la batalla, los daneses se vieron obligados a terminar el bloqueo de la costa alemana. Un armisticio entró en vigor tres días después de la batalla de Helgoland, debido a las derrotas terrestres de Dinamarca la que finalmente fue derrotada en la guerra.
En la guerra austro-prusiana de 1866, la marina de guerra prusiana apenas se usó. La armada austríaca habría sido muy superior a la prusiana, pero estaba ocupada por la guerra contra Italia en el Adriático.
Por este tiempo, la Marina de Prusia ya había dejado de existir. Después de la guerra austro-prusiana de 1866, los estados del norte de Alemania se habían unido bajo el liderazgo de Prusia en la Confederación de Alemania del Norte. Así la Marina de Prusia pasó a engrosar la Armada de la Confederación Alemana del Norte (Norddeutsche Bundesmarine), que después de la guerra franco-prusiana cambió su nombre de nuevo para convertirse en la Armada Imperial (Kaiserliche Marine) del nuevo Imperio alemán.

## Imágenes
| Uniformes de la marina prusiana                                                                          | | | | | |
| [[File:Germany, Prussia, 1836-1849 (NYPL b14896507-1506861).tiff\|390px\|alt={{{Alt\|{{{descripción}}}]] | [[File:Germany, Prussia, 1850-1853 (NYPL b14896507-1506869).tiff\|570px\|alt={{{Alt\|{{{descripción}}}]] | [[File:Germany, Prussia, 1850-1853 (NYPL b14896507-1506870).tiff\|355px\|alt={{{Alt\|{{{descripción}}}]] | [[File:Germany, Prussia, 1858-1866 (NYPL b14896507-1506927).tiff\|350px\|alt={{{Alt\|{{{descripción}}}]] | [[File:Germany, Prussia, 1858-1866 (NYPL b14896507-1506929).tiff\|355px\|alt={{{Alt\|{{{descripción}}}]] | [[File:Germany, Prussia, 1858-1866 (NYPL b14896507-1506928).tiff\|355px\|alt={{{Alt\|{{{descripción}}}]] |
| Alférez de marina y cadete naval 1836-1849.                                                              | Oficial e infante de marina 1850-1853.                                                                   | Infante de marina 1850-1853.                                                                             | Almirante 1858-1866                                                                                      | Marinero 1858-1866.                                                                                      | Infante de marina 1858-1866.                                                                             |

## Resumen

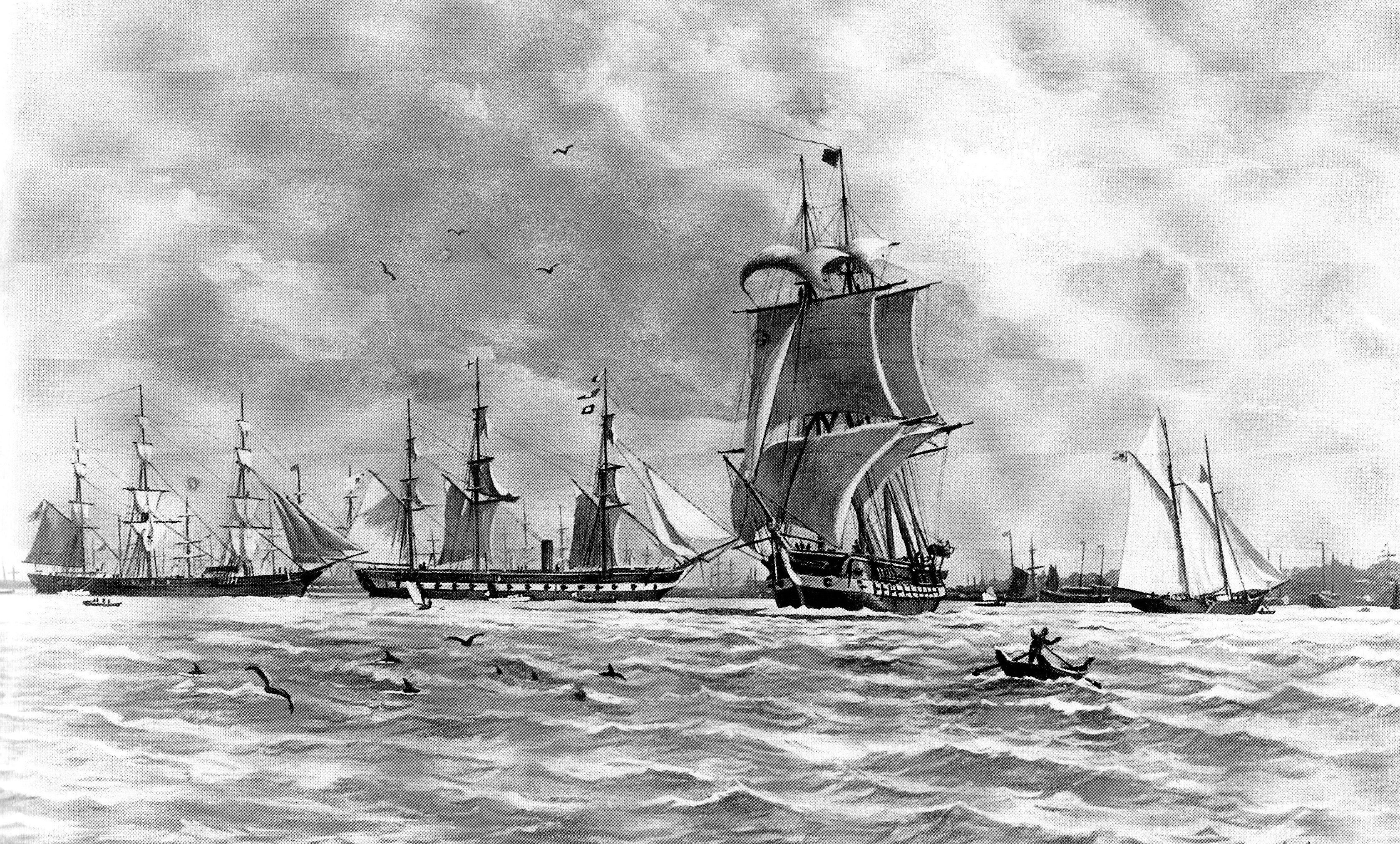
El escuadrón de Asia Oriental de la Armada prusiana, 1859-1862.

A pesar de que Prusia se entiende consistentemente como una potencia continental terrestre, su ascenso y caída estaban estrechamente ligados con el destino de las fuerzas navales Brandeburgesa-prusiana-alemana. Fue la aparición ambiciosa del gran elector lo que preparó la elevación de Brandeburgo al Reino de Prusia. En ese momento, el poder marítimo y las colonias fueron algunos de los atributos esenciales de una potencia europea; estos atributos también, evidentemente pertenecían a los poderes más pequeños y medianos, como Dinamarca y los Países Bajos.
Durante 150 años Prusia —a diferencia de todas las otras potencias europeas— no quiso desarrollar su propia marina de guerra. No fue hasta la guerra de 1848-1852 contra Dinamarca, donde Prusia reconoce la necesidad de tener al menos un mínimo de fuerza naval para proteger los intereses marítimos. Pero después de tan sólo 15 años, Prusia entrega sus jóvenes fuerzas navales para el centralizado estado alemán, un acto que habría sido impensable con el ejército prusiano. La Armada fue entregada primero a la Confederación Alemana del Norte y en 1871, a la Kaiserliche Marine (Armada Imperial), en el nuevo Imperio Alemán .
La preferencia naval del último rey de Prusia, el emperador alemán Guillermo II, preparó el fin de la monarquía prusiana. La acumulación de poder naval alemán de finales del siglo XIX y principios del XX fue una de las causas de la Primera Guerra Mundial; y fueron los marineros sublevados de la Flota de Alta Mar, lo que forzó la abdicación del emperador durante la revolución alemana de 1918-1919. La Armada continuó como la Reichsmarine (marina de guerra del Reich) y más tarde como la Kriegsmarine (Marina de Guerra ), hasta que al final de la Segunda Guerra Mundial, se enfrentó a su propio fin.